# 服部順一
服部 順一（はっとり じゅんいち、1970年4月2日 - ）は、愛知県刈谷市生まれのサッカー指導者、元サッカー選手。現役時代のポジションはミッドフィールダー（MF）。
ジュビロ磐田GM等を務めた服部健二は実弟。

## 来歴
愛知県刈谷市出身であり刈谷市立富士松中学校卒業。1993年に東京学芸大学を卒業し、東京ガスサッカー部（後のFC東京）でプレー。現役引退後は東京ガスからの出向という形で指導者へ転じる。FC東京事業部での活動を経た後、2002年に東京ガスを退社し、2003年、株式会社Jroots Sports Internationalを設立。
2006年には、地元であるFC刈谷のゼネラルマネージャー（GM）として、デンソーサッカー部からのチーム移管に携わった。2007年6月退任。
2008年、今西和男の勧誘を受けてFC岐阜へ。同クラブの運営の杜撰さにつき聞き及んでいた服部は何度も断っていたが、今西の熱意に折れた格好となった。強化部長や地域貢献推進部長を務め、Jリーグクラブとしての体制作りに従事し、2010年に今西の後を受けてGMに就任。西濃運輸との関係を改善させるなど経営面でも尽力した。
2012年8月、社長となった今西共々Jリーグクラブライセンス事務局を介した形で古田肇知事から退任を通告され取締役を辞任。作家の木村元彦は、この退任劇についてJリーグがクラブライセンス交付の条件にクラブの役員解任を要求したという暴挙であり冤罪だったと厳しく糾弾している。
2013年より、新たにJリーグに参入したV・ファーレン長崎の強化部長に就任。2014年からはGMを兼務。2015年、丹治祥庸が強化部長に就任したことにより、GM専任となった。練習環境整備、社団法人設立、海外クラブとの提携といった拡大路線を進め2015年までは黒字を計上も、池ノ上俊一が代表取締役に就いた2016年に入ると支援を見合わせるスポンサーが相次いだことにより同年度決算で大幅な赤字を計上し、池ノ上及び岩本文昭専務と共にクラブを辞した。
2019年1月26日、福井ユナイテッドFCのゼネラルマネージャー（GM）に就任すると発表された

## 所属クラブ
- 1983年 - 1985年 刈谷市立富士松中学校サッカー部
- 1986年 - 1988年 愛知県立刈谷北高等学校サッカー部
- 1989年 - 1992年 東京学芸大学蹴球部 (教育学部人間科学課程生涯スポーツ スポーツコーチ専修[8])
- 1993年 - 1994年  東京ガスサッカー部

## 職歴
- 1993年-2002年 東京ガスサッカー部 / 東京ガスフットボールクラブ / FC東京
  - 1994年-1996年 東京ガスサッカー部 アシスタントコーチ
  - 1997年-1998年 東京ガスフットボールクラブ コーチ
  - 1999年 FC東京U-18 コーチ
  - 2000年 普及部サッカースクールマスター
- 2006年-2007年 FC刈谷 ゼネラルマネージャー
- 2008年-2012年 FC岐阜
  - 2008年- 強化部長 兼 地域貢献推進部長[6]
  - 2010年- ゼネラルマネージャー 兼 強化部長・地域貢献推進部長[6]
- 2012年- 中華民国台中市政府体育委員会 中華民国台中市サッカー協会顧問
- 2013年- V・ファーレン長崎
  - 2013年 強化部長[8]
  - 2014年 強化部長 兼 ゼネラルマネージャー[9]
  - 2015年-2016年 ゼネラルマネージャー[10]
- 2019年- 福井ユナイテッドFC  ゼネラルマネージャー